# Barrage de Djorf Torba
Barrage de Djorf Torba är en dammbyggnad i Algeriet.   Den ligger i provinsen Béchar, i den nordvästra delen av landet, 900 km sydväst om huvudstaden Alger. Barrage de Djorf Torba ligger 632 meter över havet.
Terrängen runt Barrage de Djorf Torba är mycket platt, och sluttar österut.  Trakten runt Barrage de Djorf Torba är nära nog obefolkad, med mindre än två invånare per kvadratkilometer. Det finns inga samhällen i närheten. Trakten runt Barrage de Djorf Torba är ofruktbar med lite eller ingen växtlighet.